# 清原大夢
清原 大夢（きよはら ひろむ、1993年12月27日 – ）は、日本の俳優。芸能事務所アクトスピア代表。

## 人物
- 男性
- 茨城県美浦村出身[1]
- 身長：173 cm[2]
- 靴のサイズ：26.5 cm[2]
- 髪の長さ：ショート
- 所属：芸能事務所アクトスピア 代表（事務所設立：2018年6月[1] / 所在地：東京都）
- 趣味：散歩・ドラマを見る事
- 特技：野球・殺陣[2]
- 資格：普通運転免許[2]

## 作品

### 映画
- 銀魂 鬼兵隊 役
- 信長協奏曲 明智軍 足軽 役
- S -最後の警官- テロリスト 役

### ドラマ
- 地味にスゴイ！校閲ガール河野悦子 景凡社文芸部社員 役
- 牙狼-GARO- -魔戒烈伝- 第10話 新人魔戒法師 役
- HERO 警官 役

### CM
- マクドナルド～1971 炙り醤油ジャパン～ 昭和のアイドル 役

### 舞台
- 劇団はやぶさ 第三回本公演 『百花繚乱～卑弥呼編～』 草彅武 役
- 劇団はやぶさ 第二回本公演 『因果応報』 黒崎智也 役
- 劇団はやぶさ 旗揚げ公演 『無我夢中』 五十嵐隼人 役
- 劇団ヨロタミ 第26回池袋演劇祭参加公演 『ヨロタミュージカル2 Ready Go～あいのままで～』 田中悠真 役

### その他
- 2020.09.07  ぱちんこ仮面ライダー轟音 仮面ライダー1号 / 大和座ゴウ役 / 京楽 パチンコ